# Gamla Köpstad (zuidelijk deel)
Gamla Köpstad (zuidelijk deel) (Zweeds: Gamla Köpstad (södra delen)) is een småort in de gemeente Varberg in het landschap Halland en de provincie Hallands län.

## Algemeen
Het småort heeft 71 inwoners (2005) en een oppervlakte van 15 hectare. Eigenlijk bestaat het småort uit het zuidelijke deel van de plaats Gamla Köpstad. Het småort ligt direct aan zee en wordt voor de rest begrensd door zowel landbouwgrond als bos. De stad Varberg ligt zo'n tien kilometer ten noorden van Gamla Köpstad (zuidelijk deel).